# Sabugueiro de Abaixo
Sabugueiro de Abaixo es una aldea situada en la parroquia de Castrelo, del municipio español de Río, en la provincia de Orense, Galicia.

## Demografía
| Gráfica de evolución demográfica de Sabugueiro de Abaixo entre 2000 y 2023 |
|                                                                            |
| Datos según el nomenclátor publicado por el INE.                           |